# Graf DK 28

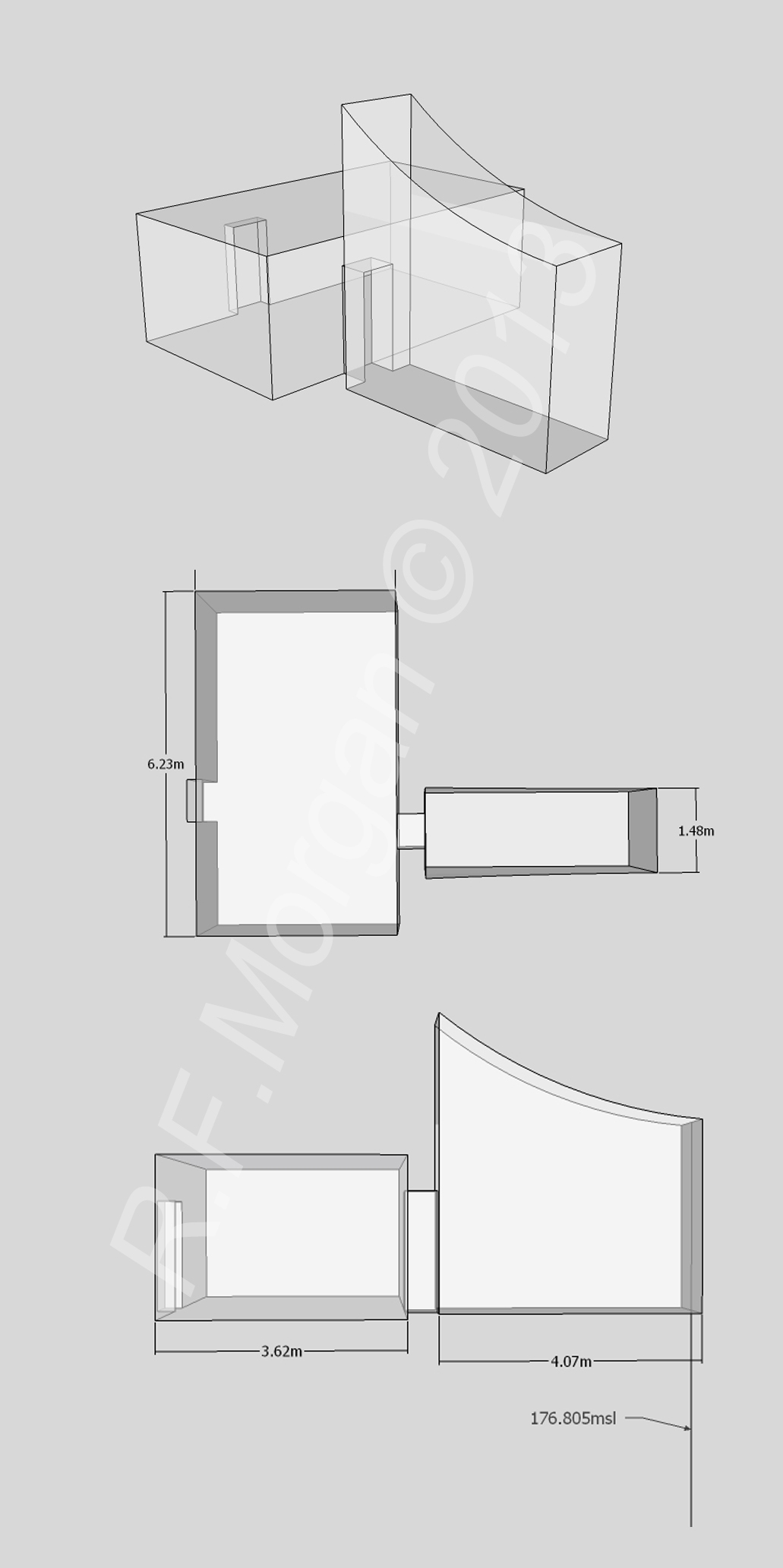
Schematische weergave van graf DK 28

Graf DK 28 is een graf uit de Vallei der Koningen. Het graf werd ontdekt door onbekenden vóór 1832, en herontdekt door Donald P. Ryan in 1990. Het bevat enkele beschadigde items van 2 personen. Mogelijk zijn het edelmannen van de nabijgelegen tombe van Thoetmosis IV (DK 43).